# آخرین مبارز (فیلم ۱۹۷۵)
آخرین مبارز (به انگلیسی: The Ultimate Warrior) عنوان فیلمی آمریکایی در سبک آخرالزمانی، اکشن و ماجرایی به کارگردانی رابرت کلوز است که در سال ۱۹۷۵ میلادی اکران عمومی شد. یول برینر در نقش مردی تنها به نام کارسون (نقش اول فیلم) ایفای نقش کرده‌است. مدت زمان این فیلم نود و چهار دقیقه می‌باشد.

## بازیگران
- یول برینر در نقش Carson
- ماکس فن سیدو در نقش Baron
- جوانا مایلز در نقش Melinda
- ویلیام اسمیت در نقش Carrot
- ریچارد کلتون در نقش Cal
- داریل زورلینگ در نقش Silas
- گری جانسون در نقش L. Harkness
- لین برادبری در نقش Barrie
- مل نوآک در نقش Lippert
- میکی کاروسو در نقش B. Harkness
- نیت اسفورمس در نقش Garon
- استفن مک هتی در نقش Robert